# 玛丽·克努森
玛丽·克努森（挪威語：Marie Knutsen，1982年8月31日—），挪威女子足球运动员。她曾代表挪威国家队参加2007年国际足联女子世界杯。她也曾参加2008年夏季奥林匹克运动会。